# Bjarke Ingels Group
Bjarke Ingels Group, más conocido por la sigla BIG (grande en inglés), es un estudio de arquitectura fundado en 2005 por Bjarke Ingels en Copenhague, Dinamarca. En 2010 abrió su sucursal en Nueva York. Ha ganado numerosos concursos de arquitectura y premios internacionales.

## Historia
Bjarke Ingels inauguró BIG a finales de 2005, luego de que su socio Julien De Smedt decidiera terminar con su relación profesional en el estudio PLOT, con el cual habían ganado fama desde su creación en 2001. Su nuevo estudio continuó llamando la atención a nivel nacional e internacional, ganando varios premios internacionales con su primera obra construida, The Mountain, un proyecto residencial en Copenhague que había comenzado PLOT. En los siguientes dos años, BIG ganó una serie de concursos internacionales, recibiendo varios encargos por todo el mundo, incluyendo una planta de energía y reciclaje en Copenhague y la torre West 57th Street en Nueva York encargada por Durst Fetner Residential, el National Art Gallery of Greenland en Nuuk, las oficinas de la Shenzhen Energy Company en Shenzhen, China y el Kimball Art Center en Utah, Estados Unidos.
En diciembre de 2009, la sociedad fue ampliada con cinco nuevos miembros: Thomas Christoffersen, Jakob Lange, Finn Nørkjaer, Andreas Klok Pedersen, y David Zahle. Al mismo tiempo, Sheela Maini Søgaard, directora organizatia del estudio, y Kai-Uwe Bergmann, director de desarrollo de negocios y comunicaciones, fueron ascendidos a compañeros asociados.
En 2010, BIG abrió su sucursal en Nueva York, en donde se les ha encargado el diseño de un rascacielos.

## Proyectos notables

### Terminados

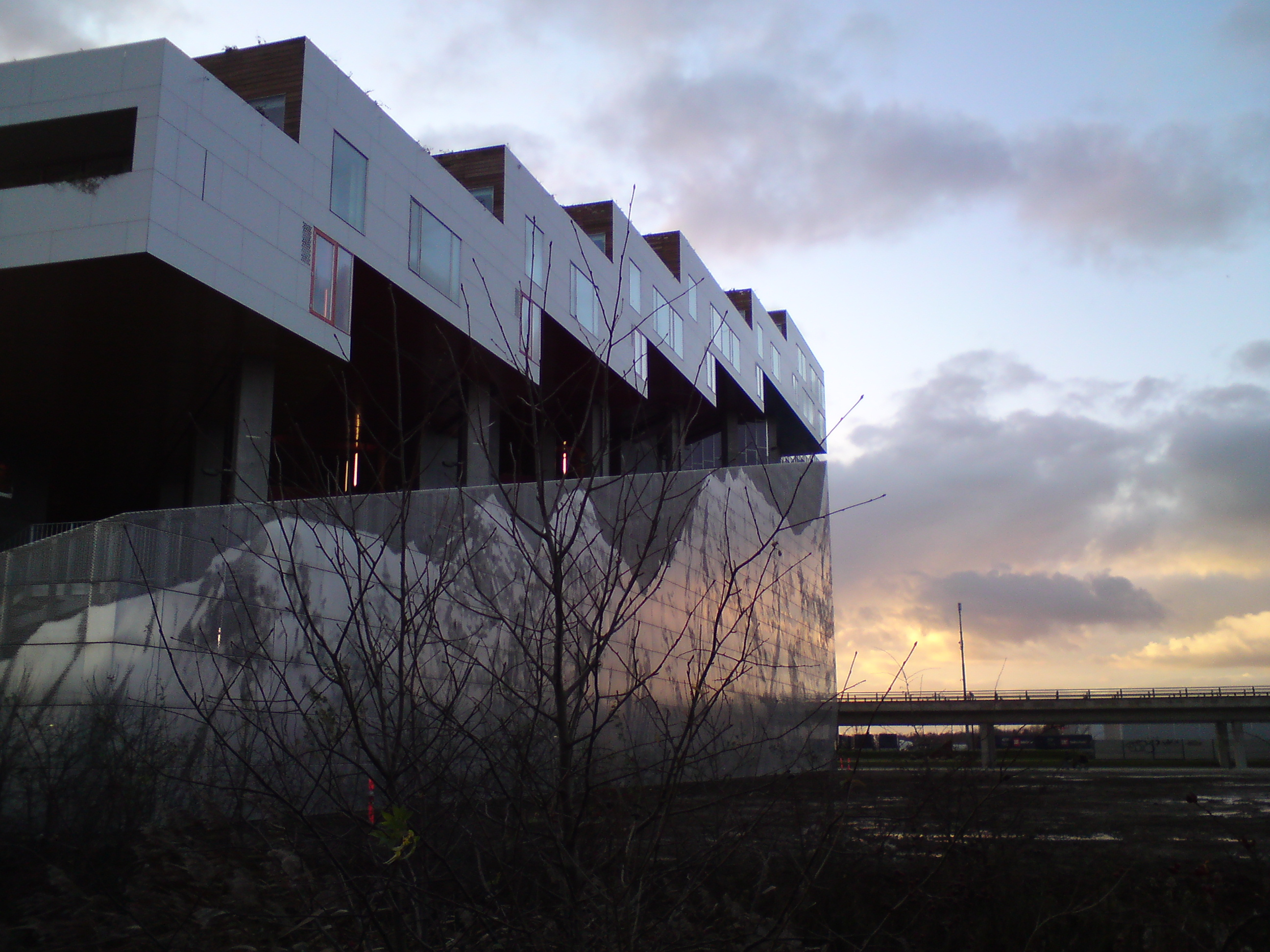
Mountain Dwellings en Ørestad, Copenhague, Dinamarca.

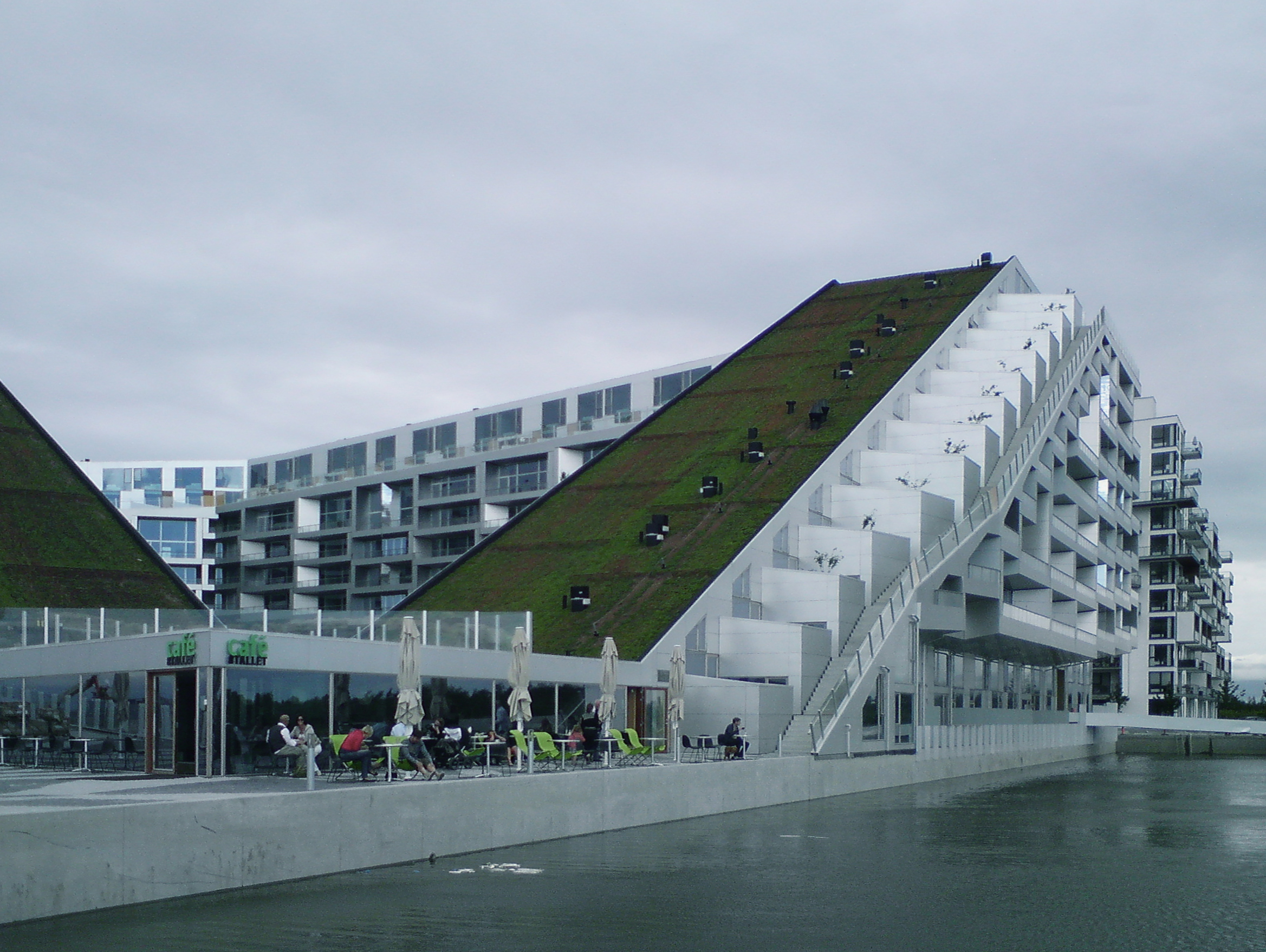
8 House en Ørestad, Copenhague

- Mountain Dwellings, Ørestad, Copenhague (terminado en 2008)
- Pabellón Danés de la EXPO 2010, Shanghái, China
- 8 House, Ørestad, Copenhague (2010)[3]
- Beach and Howe Tower, Vancouver, Canadá[4]

### En construcción
- National Maritime Museum, Elsinor, Dinamarca (u/c, estimado 2011/12)
- Superkilen, Copenhague, (concurso 2008, estimado 2011)[5]
- Plan Maestro en Zira Island, Bakú, Azerbaiyán
- The Battery, Copenhague
- Nuevo Museo Tamayo, Ciudad de México (concurso 2009)
- Kaufhauskanal, Hamburgo, Alemania (concurso 2009)[6]
- Nuevo Ayuntamiento de Tallinn, Estonia (concurso 2009)[7]
- Biblioteca Nacional de Astana, Kazajistán (concurso 2009)[8]
- Shenzhen International Energy Mansion, Shenzhen, China (concurso 2009)[9]
- World Village of Women Sports, Malmö, Suecia (concurso 2009).[10]
- Faroe Islands Education Centre, Tórshavn, Islas Feroe (concurso 2009)[11]
- Amagerforbrænding, Copenhague (concurso 2011)[12]
- West 57, Nueva York, EE. UU.
- National Gallery, Nuuk, Groenlandia (concurso 2011)[13]
- Transitlager, Basel, Suiza (concurso 2011)[14]
- Paris PARC, París, Francia (concurso 2011)[15]
- Koutalaki ski village, Levi, Finlandia (concurso 2011)[16]
- Kimball Art Centre, Park City, Utah, EE. UU. (concurso 2012)[17]

## Premio
- 2008 Forum AID Award al Mejor Edificio en Escandinavia en 2008 (por Mountain Dwellings)
- 2008 World Architecture Festival Award Al Mejor Edificio Residencial (por Mountain Dwellings)
- 2009 MIPIM Award al mejor proyecto residencial (por Mountain Dwellings)[18]
- 2009 ULI Award a la Excelencia  (por Mountain Dwellings)[19]
- 2011 Prix Delarue, Academia Francesa de Arquitectura, París[20]

## Muestras
- 2007 BIG City, Storefront for Art and Architecture, Nueva York[21]
- 2009 Yes is More, Danish Architecture Centre, Copenhague[22][23]
- 2010 Yes is More, CAPC Bordeaux